# Kentarō Satō (Fußballspieler)
Kentarō Satō (japanisch 佐藤 健太郎 Satō Kentarō; * 14. August 1984 in der Präfektur Mie) ist ein japanischer Fußballspieler.

## Karriere
Satō erlernte das Fußballspielen in der Universitätsmannschaft der Juntendo-Universität. Seinen ersten Vertrag unterschrieb er 2007 bei Montedio Yamagata. Der Verein spielte in der zweithöchsten Liga des Landes, der J2 League. 2008 wurde er mit dem Verein Vizemeister der J2 League und stieg in die J1 League auf. Für den Verein absolvierte er 134 Ligaspiele. 2012 wechselte er zum Zweitligisten JEF United Chiba. Für den Verein absolvierte er 140 Ligaspiele. 2016 wechselte er zum Ligakonkurrenten Kyoto Sanga FC. Für den Verein absolvierte er 34 Ligaspiele. 2017 wechselte er zum Ligakonkurrenten Renofa Yamaguchi FC.